# 억속제동
억속제동(抑速除動)이란 열차를 완전하게 멈추는 정지 브레이크와는 달리, 속도를 억제하기 위한 제동방법을 의미한다.
내리막길에서 제동장치를 연속으로 사용할 경우, 차륜이나 디스크를 누르는 마찰제동에서는 페이드 현상에 의해 제동력이 저하하기 때문에, 비마찰 제동 시스템을 사용한다.
주된 것으로는, 주전동기를 발전기로 사용해 발생시킨 전기를 차재(車在)의 저항기를 통해 열에너지로 변환하는 발전제동 같은 방법으로 발생시킨 전기를 가선에 되돌리는 회생제동 등이 있으며, 내연기관 차량의 경우에는 배기제동, 컨버터제동 등이 있다.